# Nagyacsád
Nagyacsád község Veszprém vármegyében, a Pápai járásban.

## Fekvése
Pápa északnyugati szomszédságában helyezkedik el, a város központjától mintegy 8 kilométerre. Mindössze két másik közvetlen települési szomszédja van: észak felől Nemesgörzsöny, dél és nyugat felől pedig Mezőlak.

### Megközelítése
Központján annak főutcájaként a 8406-os út halad végig, azon érhető el Pápa és Celldömölk térsége felől is.
Keleti határszélén végighúzódik a Pápa–Csorna-vasútvonal is, de annak itt már jó ideje nincs megállóhelye, a legközelebbi vasúti csatlakozási lehetőségeket Nemesgörzsöny megállóhely, illetve Pápa vasútállomás kínálja.
Régen Nagyacsád északkeleti szélén, Kisacsád külterületi településrész közelében működött a Marcaltőhöz tartozó Ihász község nevét viselő Ihász vasútállomás, de azt már 1971-ben bezárták, azóta pedig a létesítményeinek túlnyomó többségét el is bontották. Működése fénykorában Kisacsád felől kisvasút is kapcsolódott az állomáshoz.

## Története
Nevét 1332-ben Achad néven említették először az oklevelekben. Mai Nagyacsád nevén 1908 óta nevezik a települést.

## Közélete

### Polgármesterei
- 1990–1994: Kéringer István (független)[3]
- 1994–1998: Kéringer István (független)[4]
- 1998–2002: Szórád Zoltán József (független)[5]
- 2002–2006: Szórád Zoltán (független)[6]
- 2006–2010: Szórád Zoltán (független)[7]
- 2010–2012: Pillerné Dr. Raksányi Ildikó (független)[8]
- 2012–2014: Szalóky Nándor (független)[9]
- 2014–2019: Szalóky Nándor (független)[10]
- 2019–2024: Szalóky Nándor (független)[11]
- 2024– : Szalóky Nándor (független)[1]

A településen 2012. szeptember 9-én időközi polgármester-választást tartottak, az előző polgármester lemondása miatt.

## Népesség
A település népességének változása:
| Lakosok száma | 637  | 616  | 600  | 605  | 600  | 598  | 594  |
|               | 2013 | 2014 | 2015 | 2021 | 2022 | 2023 | 2024 |

A 2011-es népszámlálás során a lakosok 83,5%-a magyarnak, 0,9% németnek, 0,9% lengyelnek mondta magát (16,3% nem nyilatkozott; a kettős identitások miatt a végösszeg nagyobb lehet 100%-nál). A vallási megoszlás a következő volt: római katolikus 28,1%, református 19,5%, evangélikus 20,9%, felekezeten kívüli 5,8% (25,1% nem nyilatkozott).
2022-ben a lakosság 79,7%-a vallotta magát magyarnak, 0,3% ruszinnak, 0,3% cigánynak, 0,2% lengyelnek, 0,2% görögnek, 1,2% egyéb, nem hazai nemzetiségűnek (20,3% nem nyilatkozott; a kettős identitások miatt a végösszeg nagyobb lehet 100%-nál). Vallásuk szerint 21% volt római katolikus, 15,5% református, 13,5% evangélikus, 0,2% izraelita, 1,5% egyéb katolikus, 4% felekezeten kívüli (44% nem válaszolt).

## Külső hivatkozások
- A község weboldala